# リモネン
リモネン (英語: limonene) は、柑橘類に含まれる代表的な単環式のモノテルペンである。化学式がC10H16で表され、分子量は136.23であり、常温常圧では無色透明の液体として存在する。キラル化合物であり、いずれのエナンチオマーも生合成されるものの、強いレモン臭がするのはd-リモネン[(+)-リモネン］の方である。なお、ラセミ体はジペンテンとも呼ばれる。消防法に定める第4類危険物第2石油類に該当する。

## 性質
リモネンの最も重要なエナンチオマーはd体で、柑橘類の果皮に多く含まれ、その香りを構成する物質の1つである。共役していないC=C二重結合を2つ有しており、やや化学的に不安定であり、酸化され易い。l体はハッカ油に含まれ、ラセミ体はテレビン油等に含まれる。いずれも香料としての用途があり、合成も行われている。スチレンモノマー（単量体）と構造が似ているためスチロール樹脂（ポリスチレン）を溶解する性質があり、特に柑橘類から採取されるd体は発泡スチロールの安全な溶剤として注目されている。また、洗剤やプラモデル用接着剤にも、リモネンを使った製品が登場している。
なお、d体は雄ラットに対する発癌性が報告されているものの、これはα2μ-グロブリンを生成する雄ラットのみに特異的に起こる現象で、ヒトなど他の種では起こらないと考えられている。また、空気酸化を受けたd体には感作性も報告されているが、リモネンは感作性と刺激性を除けば毒性の低い物質であると評価されている。

### d体
系統名は(R)-1-メチル-4-(1-メチルエテニル)シクロヘキセン。常温常圧において、融点は−74.35 ℃、沸点は175.5 ℃である。CAS登録番号は[5989-27-5]。

### l体
系統名は(S)-1-メチル-4-(1-メチルエテニル)シクロヘキセン。常温常圧において、融点は−74.35 ℃、沸点は175.5 ℃である。CAS登録番号は[5989-54-8]。

### ラセミ体
系統名は1-メチル-4-(1-メチルエテニル)シクロヘキセンだが、別名としてジペンテンとも呼ばれる。常温常圧において、融点は−95.9 ℃、沸点175.5 ℃である。CAS登録番号は[138-86-3]。

## 用途
リモネンが持つ炭化水素系の物質（ゴムやプラスチック）を溶かす特性を活かし、有機溶剤としての利用法が開拓されている。かつては洗剤の汚れ落とし成分に多用されてきたが、現在ではそれ単体あるいはスチレン樹脂を混合して、プラスチックモデル用の接着剤（通常塗布用と流し込み用）としての用途が広がっている。洗剤以外では汚れ落としやシールはがし用のスプレー等がある。また柑橘類系の芳香があるために香料としても利用されている。